# つくば国際短期大学
つくば国際短期大学（つくばこくさいたんきだいがく、英語: Tsukuba International Junior College）は、茨城県土浦市真鍋6-20-1に本部を置く日本の私立大学。1946年創立、1966年大学設置。大学の略称はTIJC。

## 概観

### 大学全体
- つくば国際短期大学は、茨城県土浦市内にある日本の私立短期大学。学校法人霞ヶ浦学園により1966年、土浦短期大学として設置された。学科体制は最大で4学科だったが、現在は1学科とに縮小され、（募集継続中のみ）、2009年度からはさらに保育科のみの単科短大に規模縮小されることになった。

### 建学の精神（校訓・理念・学是）
- つくば国際短期大学は白梅の姿を教育理念の象徴としている。

### 教育および研究
- つくば国際短期大学の教育
  - 保育科：併設のつくば国際短期大学附属幼稚園での｢教育実習｣やつくば国際保育園での｢保育実習｣も行われている。学科学生における一大イベントとしてミュージックフェスティバルがある。

### 学風および特色
- つくば国際短期大学は「国際性」・「実用性」・「社会性」を教育目標の柱としている。

## 沿革
- 1966年 土浦短期大学（つちうらたんきだいがく）開学。以下の2学科を置く。
  - 国文科[2]
  - 保育科[3]
- 1967年 家政科を設置。
- 1968年 家政科を家政専攻と食物栄養専攻に専攻分離する。
- 1989年 留学生別科を設置。
- 1996年 家政科(家政専攻・食物栄養専攻)を生活科学科(生活科学専攻・食物栄養専攻)に改称。
- 1997年 つくば国際短期大学と改称。
- 2000年 国文科を日本語コミュニケーション学科に改称。
- 2001年 生活科学科(生活科学専攻・食物栄養専攻)を人間生活学科(人間福祉専攻・食物栄養専攻)に改称。
男女共学となる。
- 2003年 人間福祉専攻に介護福祉士養成課程を開設。
- 2004年 看護学科を新設。
- 2005年 食物栄養専攻を健康栄養専攻に改称。
日本語コミュニケーション学科が募集停止。
留学生別科を廃止。
- 2006年 日本語コミュニケーション学科を廃止。
- 2007年 看護学科を募集停止。
- 2009年 看護学科を廃止。
人間生活科学科を募集停止。
- 2010年 人間生活科学科を廃止。
- 2021年4月 つくば国際大学キャンパス内に移転予定。[4]

## 基礎データ

### 所在地
- 茨城県土浦市真鍋6-20-1

### 交通アクセス
- 土浦駅より関東鉄道バス、つくば国際大学循環、にて、つくば国際大学下車。

### 象徴
- つくば国際短期大学のカレッジマークは梅の花びらをイメージしている。

## 教育および研究

### 組織

#### 学科
- 保育科

##### 学科の変遷
- 国文科→日本語コミュニケーション学科（募集は2006年度まで）
- 保育科
- 家政科→生活科学科→人間生活学科（各専攻とも募集は2008年度まで。翌年度、つくば国際大学に譲渡された。）
  - 家政専攻→生活科学専攻→人間福祉専攻
  - 食物栄養専攻→健康栄養専攻
- 看護学科（募集は2006年度まで）

#### 専攻科
- なし

#### 別科
- かつて留学生別科が設置されていた。

#### 取得資格について
現在は、保育士資格、幼稚園教諭二種免許状、社会福祉主事任用資格が卒業と同時に取得できる。
かつて取得可能だったもの
資格
- 司書：保育科にて取得可能だった。
- 介護福祉士：人間福祉専攻で取得可能だった。
- 栄養士：健康栄養専攻で取得可能だった。

受験資格
- 看護師：看護学科にて設定されていた。

教職課程
- 中学校教諭二種免許状
  - 家庭：人間生活学科健康栄養専攻にて取得可能だった。かつては、旧・生活科学科生活科学専攻に設置されていたが、人間生活学科に改組後は健康栄養専攻に設置されるようになった。
  - 国語：日本語コミュニケーション学科において置かれていた。
  - 保健：生活科学科生活科学専攻にて設置されていた（1998年度入学生まで）
- 司書教諭：人間生活学科健康栄養専攻にて設置されていた。過去には旧・生活科学科生活科学専攻や日本語コミュニケーション学科にて設置されていた。
- 栄養教諭二種免許状：健康栄養専攻で取得可能だった。

## 学生生活

### 学園祭
- つくば国際短期大学の学園祭は「紫峯祭」と呼ばれている。

## 大学関係者と組織

### 大学関係者一覧

#### 出身者
- 白石美帆
- ちばぎん (神聖かまってちゃん)

## 施設

### 寮
- つくば国際短期大学の寮として｢カレッジハイツ土浦｣がある。

## 対外関係

### 系列校
- つくば国際大学
- つくば国際大学高等学校
- つくば国際大学東風高等学校

## 附属学校
- つくば国際短期大学附属幼稚園